# Тиокарбоновые кислоты

Тионовая форма монотиокарбоновых кислот

Тиокарбоновые кислоты — органические вещества, аналоги карбоновых кислот, в котором один либо оба атома кислорода заменен на атомы двухвалентной серы: монотиокарбоновые кислоты RC(=O)SH (тиольная форма) либо RC(=S)OH (тионовая форма) и дитиокарбоновые кислоты RC(=S)SH.

## Строение и свойства
Монотиокарбоновые кислоты — желтоватые жидкости с сильным неприятным запахом. Температуры кипения у низших около 50 °C, у высших — около 100 °C. Монотиокарбоновые кислоты существуют в виде смеси двух таутомерных форм — тиольной R-CO-SH и тионной R-CS-OH с преобладанием тиольной. Из-за меньшей энергии водородных связей с участием атомов серы температуры кипения тиокарбоновых кислот ниже, чем у кислородных аналогов.
Низшие дитиокарбоновые кислоты — желто-красные жидкости с отвратительным запахом, на воздухе легко окисляющиеся до бис-(тиоацил)дисульфидов RC(S)S-SС(S)R.

## Химические свойства
1. Гидролиз. СH3COSH+H2O=CH3COOH+H2S
2. Алкилируются и ацилируются многими алкилирующими агентами.
3. Присоединяются к алкенам и алкинам с образованием тиоэфиров.
4. Реагируют с альдегидами с образованием дитиоацеталей.

## Синтез
Общий метод синтеза тиокарбоновых кислот — взаимодействие сероуглерода CS2 (дитиокарбоновые кислоты) либо сульфоксида углерода COS с реактивами Гриньяра либо с анионами CH-кислот:
RMgX + X=C=S {\displaystyle \to } RC(=X)S-
X = S (дитиокарбоновые кислоты), X = O (монотиокарбоновые кислоты)
Другим методом синтеза является взаимодействие карбоновых кислот с пентасульфидом фосфора, ведущее сначала к образованию монотиокарбоновых, и, затем, дитиокарбоновых кислот:
RCOOH + P2S5 {\displaystyle \to } RC(=O)SH
RC(=O)SH + P2S5 {\displaystyle \to } RC(=S)SH
Дитиокарбоновые кислоты также могут быть синтезированы взаимодействием тригалогенметильных соединений с гидросульфидами щелочных металлов:
R-CCl3 + KSH {\displaystyle \to } RC(=S)S-
R = H, Ph
Монотиокарбоновые кислоты и их эфиры также синтезируются ацилированием сероводорода либо тиолов галогенангидридами карбоновых кислот либо кетенами:
RCOCl + H2S {\displaystyle \to } RC(=O)SH HCl
R2C=C=O + RSH {\displaystyle \to } R2CHC(=O)SR

## Применение
Наиболее широкое применение имеют производные тиокарбоновых кислот — тиоамиды RC(=S)NH2. Они широко используются в синтезе гетероциклических соединений, в частности, синтезе тиазолов из α-галогенкарбонильных соединений по Ганчу:
Тиоамиды α-алкилзамещенных изоникотиновых кислот используются в качестве противотуберкулезных средств (этионамид, протионамид).